# Mimomanes
Mimomanes is een geslacht van vlinders van de familie spanners (Geometridae), uit de onderfamilie Larentiinae.

## Soorten
- M. drucei Dognin, 1889
- M. egregia Dognin, 1906
- M. subpulchra Warren, 1909
- M. theclata Dognin, 1906